# Palpita atrisquamalis
Palpita atrisquamalis is een vlinder uit de familie van de grasmotten (Crambidae), uit de onderfamilie van de Spilomelinae. De wetenschappelijke naam van deze soort is voor het eerst voorgesteld als Glyphodes atrisquamalis door George Francis Hampson in een publicatie uit 1912. De spanwijdte bedraagt 26 millimeter.
De soort komt voor in de westelijke helft van de Verenigde Staten.